# Souk El Jomaa

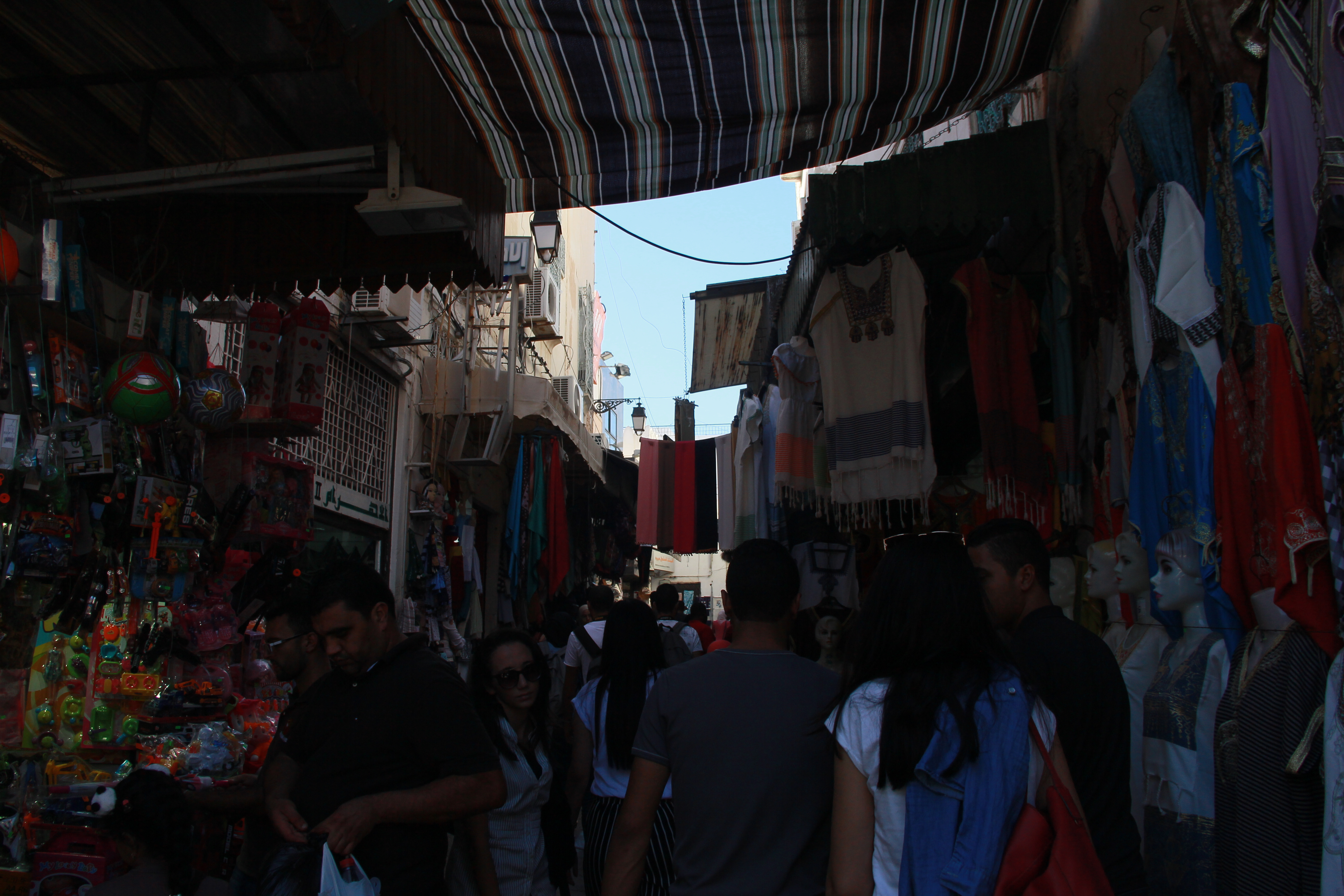
Souk El Jomaa.

Le souk El Jomaa (arabe : سوق الجمعة soit « souk du vendredi »), appelé aussi souk El Kach (سوق القش), est le plus ancien souk de la médina de Sfax.

## Histoire

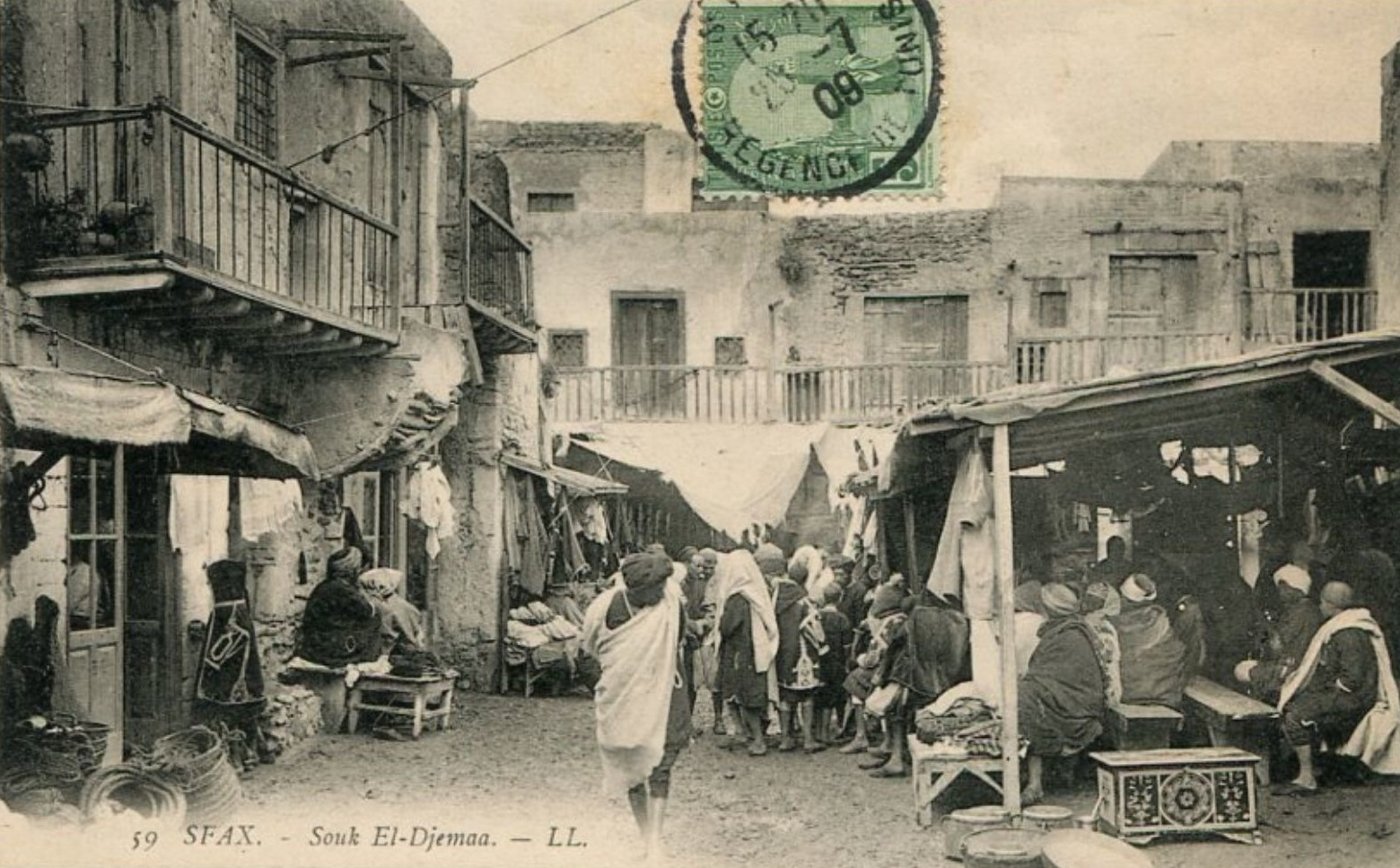
Souk El Jomaa au début du XXe siècle.

Selon les historiens, ce souk est le premier du genre au sein de la médina de Sfax : sa création a même précédé l'édification des remparts au milieu du IXe siècle. À ses débuts, il constitue un simple marché rural où se rassemblent, chaque vendredi, les habitants des villages avoisinants pour leurs échanges commerciaux hebdomadaires.

## Localisation
Le souk El Jomaa occupe une aire assez vaste à l'est de la grande mosquée, reliant cette dernière avec le souk El Trouk.

## Description
Avant la structuration de l’espace économique de la médina, le souk abrite tout type d’activité commerciale, jusqu’à la création de souks spécialisés. Il se spécialise alors dans le commerce des objets anciens (meubles, artéfacts, objets d'art artisanaux, etc.),.
Ce souk avait une structure similaire à celles des fondouks et des places spécialisées (rahbas). Il donne accès au reste des souks mitoyens par quatre ruelles ouvertes sur ses angles.
De nos jours, le souk connaît plusieurs changements, devenant un marché quotidien présentant plusieurs types de marchandises (essentiellement du prêt-à-porter).